# محمد كريم خدابناهي
محمد كريم خدا بناهي (من مواليد 1941) هو سياسي إيراني كان وزيرا لخارجية إيران من الفترة بين 1980 و1981م.